# Sádik Džalál al-Azm
Sádik Džalál al-Azm (arabsky صادق جلال العظم, anglickou transkripcí Sadiq Jalal al-Azm; 7. listopadu 1934 Damašek – 11. prosince 2016 Berlín) byl syrský filozof, veřejný intelektuál, univerzitní profesor a bojovník za lidská práva. Pocházel ze zámožné sunnitské rodiny. Doktorát získal na Yaleově univerzitě, působil na univerzitách v Bejrútu a v Damašku a jako hostující profesor i na významných západních univerzitách. Z levicových pozic kritizoval politickou a náboženskou zaostalost arabského světa. Proslavily ho zejména knihy Sebekritika po porážce (1968) o stavu arabské politiky po šestidenní válce a Kritika náboženského myšlení (1969), v níž analyzoval zaostalost sunnitského islámu. Zemřel v berlínském exilu, kam se musel uchýlit po vypuknutí občanské války v Sýrii.